# Törnroosita
La törnroosita és un mineral de la classe dels sulfurs. Rep el nom del professor Ragnar Törnroos (1943-) de la Universitat de Hèlsinki, Finlàndia.

## Característiques
La törnroosita és un arsenur tel·lurur de fórmula química Pd₁₁As₂Te₂. Va ser aprovada com a espècie vàlida per l'Associació Mineralògica Internacional l'any 2010, sent publicada per primera vegada un any després. Cristal·litza en el sistema isomètric. La seva duresa a l'escala de Mohs és 5.

## Formació i jaciments
Va ser descoberta al riu Miessijoki, al seu pas per la localitat d'Enontekiö (Lapland, Finlàndia). També ha estat descrita a Rússia, el Canadà i Sud-àfrica.